# The Fantastic Jazz Harp of Dorothy Ashby
| Recensione | Giudizio |
| ---------- | -------- |
| AllMusic   | [ 1 ]    |

The Fantastic Jazz Harp of Dorothy Ashby è un album discografico dell'arpista jazz statunitense Dorothy Ashby, pubblicato dalla casa discografica Atlantic Records nel dicembre del 1965.

## Tracce
Lato A
1. Flighty – 3:30 (Dorothy Ashby) – Registrato il 4 maggio 1965 a New York
2. Essence of Sapphire – 2:14 (Dorothy Ashby) – Registrato il 4 maggio 1965 a New York
3. Why Did You Leave Me – 2:58 (Dorothy Ashby) – Registrato il 3 maggio 1965 a New York
4. I Will Follow You – 3:08 (Jerry Herman) – Registrato il 4 maggio 1965 a New York
5. What Am I Here For – 2:21 (Duke Ellington) – Registrato il 3 maggio 1965 a New York

Lato B
1. House of the Rising Sun – 3:01 (Tradizionale; arrangiamento di Dorothy Ashby) – Registrato il 3 maggio 1965 a New York
2. Invitation – 2:59 (Bronislaw Kaper) – Registrato il 4 maggio 1965 a New York
3. Nabu Corfa – 3:47 (Dorothy Ashby) – Registrato il 3 maggio 1965 a New York
4. Feeling Good – 5:15 (Leslie Bricusse, Anthony Newley) – Registrato il 4 maggio 1965 a New York
5. Dodi Li – 2:18 (Tradizionale; arrangiamento di Dorothy Ashby) – Registrato il 3 maggio 1965 a New York

## Musicisti
Flighty / Essence of Sapphire / I Will Follow You / Invitation / Feeling Good
- Dorothy Ashby - arpa
- Richard Davis - contrabbasso
- Grady Tate - batteria
- Willie Bobo - percussioni (eccetto nel brano: Essence of Sapphire)

Why Did You Leave Me / What Am I Here For / House of the Rising Sun / Nabu Corfa / Dodi Li
- Dorothy Ashby - arpa
- Jimmy Cleveland - trombone, trombone solo (brano: House of the Rising Sun)
- Quentin Jackson - trombone
- Sonny Russo - trombone
- Tony Studd - trombone
- Richard Davis - contrabbasso
- Grady Tate - batteria
- Willie Bobo - percussioni (eccetto nel brano: Why Did You Leave Me)

Note aggiuntive
- Ollie McLaughlin e Arif Mardin - produttori, supervisori
- Registrazioni effettuate il 3 e 4 maggio 1965 a New York City, New York (Stati Uniti)
- Tom Dowd - ingegnere delle registrazioni
- Cliff Condak - dipinto copertina album
- Loring Eutemey - design copertina album
- Bob Rolontz - note retrocopertina album[4]